# 隅岛
隅岛（：／ U do */?）是大韩民国西部海域中的一座岛屿，是西海五岛之一，行政区域上属于仁川广域市江华郡西岛面管辖。
隅岛面积有0.21平方公里，在延坪岛以东25公里、北方界线以南6公里，距离朝鲜民主主义人民共和国黄海南道的沿岸约有19公里。
该岛为战略要地，無平民居住，目前有大韩民国海军陆战队驻屯。